# یارل کوله
یارل کوله (سوئدی: Jarl Kulle؛ ۲۷ فوریهٔ ۱۹۲۷ – ۳ اکتبر ۱۹۹۷) هنرپیشه سینما و تئاتر و کارگردان سوئدی و پدر ماریا کوله بود. از فیلم‌هایی که وی در آن نقش داشته است، می‌توان به فانی و الکساندر، چشم اهریمن، لبخندهای یک شب تابستانی و رازهای زنان اشاره کرد.